# Айкаван (Армавір)
Айкава́н (вірм. Հայկավան) — село в марзі Армавір, на заході Вірменії. Село розташоване за 7 км на південь від міста Армавіра, за 1 км на північний захід від села Армавір, за 4 км на північний схід від села Нор Артагес, за 3 км на схід від села Джрашен та за 5 км на південний схід від села Бамбакашат.